# 노키아 루미아 620
노키아 루미아 620(Nokia Lumia 620)은 노키아가 설계, 개발, 광고한 엔트리 레벨 스마트폰이다.
노키아 루미아 610의 후속 제품이며 노키아 루미아 920, 노키아 루미아 820과 더불어 윈도우 폰 8을 구현하는 최초의 노키아 전화들 가운데 하나이다. 루미아 610과 유사한 이름을 공유하지만 루미아 620은 전작을 크게 앞지르는데 1.0 GHz 멀티 코어를 채용하고 있다. 교환 가능한 뒷면 커버가 있으며 블랙, 화이트, 마젠타, 옐로, 사이안 등으로 출시된다.

## 기록
2012년 12월 발표되었으며 2013년 1월 아시아에 판매되기 시작했고 이어서 USD 249에 유럽, 중동에서 판매가 이루어졌다. 미국에서 노키아 루미아 620은 AT&T의 자회사 브랜드 Aio Wireless를 통해 구매할 수 있게 되었다.
윈도우 폰 8을 갖춘 다른 루미아 기기들처럼 노키아는 다음의 애플리케이션들을 추가하고 있다: HERE Drive+, HERE Maps, HERE City Lens, 노키아 믹스 라디오(선별된 시장용), 노키아 스마트슛, Nokia Cinemagraph. 차기의 노키아 앰버(Nokia Amber), 노키아 블랙(Nokia Black) 업데이트와 함께 노키아 카메라, 노키아 글랜스, 글랜스 백그라운드, 스토리지 체크, 데이터 센스 및 기타 사소한 여러 개선점들을 추가하였으며 이것들은 마이크로소프트가 자신들의 대중 배포 릴리스의 일부로서 공급한 것들이었다.
이 전화에서 사용할 수 있는 메모리 용량이 제한되어 있기 때문에 특정한 앱과 기능들은 실행이 불가능하다.

## 평가
엔가젯은 이 전화를 매우 긍정적으로 평가하였다. 배터리 수명, 성능, 가격 대비 가치를 높게 평가했다. 카메라가 그렇게 좋은 편은 아니지만 620이 저가형 전화임을 감안하면 괜찮다고 언급하였다.

## 같이 보기
- 마이크로소프트 루미아